# Holotrichia planipennis
Holotrichia planipennis är en skalbaggsart som beskrevs av Moser 1913. Holotrichia planipennis ingår i släktet Holotrichia och familjen Melolonthidae. Inga underarter finns listade i Catalogue of Life.